# پیرپسر (فیلم ۲۰۱۳)
پیرپسر (انگلیسی: Oldboy) فیلمی آمریکایی در سبک اکشن، درام و معمایی به کارگردانی اسپایک لی و نویسندگی مارک پروتوسویچ است که در سال ۲۰۱۳ منتشر شد. این فیلم بازسازی فیلم پیرپسر پارک چان-ووک محصول سال ۲۰۰۳ کره جنوبی است. این فیلم در گیشه شکست خورد و به یکی از بدترین کارهای وی در کارگردانی بدل گشت.

## داستان
فردی به مدت طولانی در اتاقی زندانی میشود و تلاش هایش برای خودکشی توسط افرادی ناشناس، نافرجام میماند. وی پس از مدتی آزاد شده و به دنبال کسی که پشت ماجراست و علت این کار میگردد

## بازیگران
- جاش برولین
- الیزابت اولسن
- شارلتو کوپلی
- ساموئل ال. جکسون
- لنس ردیک
- مایکل امپریولی
- ریچارد پورتنو
- تارین ترل
- لیندا ایمند